# Liste des archevêques de Lagos
Pour un article plus général, voir Archidiocèse de Lagos.
L’archevêque de Lagos est à la tête du diocèse de Lagos, au Nigeria.
Le vicariat apostolique du Dahomey a été érigé le 28 août 1860. Renommé en vicariat de la côte du Dahomey le 24 août 1870, puis en vicariat de Lagos le 12 janvier 1943, il est élevé au rang d’archidiocèse le 18 avril 1950. Son territoire a plusieurs fois été réduit par la création de circonscription ecclésiastiques.

## Vicaires apostoliques
- 1861-vers 1865 : Père Francesco Borghero (ou Francis Borghero ou François Borghero), vicaire apostolique du Dahomey. Premier missionnaire catholique au Nigéria, il arrive le 18 avril 1861 à Ouidah au Dahomey où il fonde une mission. Le 17 février 1862, il implante une filiale de la mission de Ouidah à Lagos.
- 1867-1871 : Père Pierre Bouche, vicaire apostolique du Dahomey.
- fin 1871-30 janvier 1894 : Jean-Baptiste Chausse, vicaire apostolique du Dahomey, puis de la Baie du Bénin (1883).
- 15 janvier 1895-1902 : Paul Pellet SMA, vicaire apostolique de la Baie du Bénin.
- 19 juillet 1902-2 janvier 1912 : Joseph-Antoine Lang SMA, vicaire apostolique de la Baie du Bénin.
- 1er mars 1912-3 août 1929 : Ferdinand Terrien SMA, vicaire apostolique de la Baie du Bénin, également évêque titulaire de Gordus (de)
- 31 mars 1930-28 octobre 1938 : François II O'Rourke, vicaire apostolique de la Baie du Bénin.
- 13 juin 1939-18 avril 1950 : Léo Hale Taylor, vicaire apostolique de la Baie du Bénin, puis de Lagos (1943).

## Archevêques
- 18 avril 1950-6 juillet 1965 : Léo Taylor, promu archevêque.
- 6 juillet 1965-13 mars 1972 : John Aggey
- 13 avril 1973-25 mai 2012 :  Anthony Olubunmi Okogie, créé cardinal le 21 octobre 2003.
- depuis le 25 mai 2012 : Alfred Adewale Martins (de)

## Référence
(en) « Archidiocese of Lagos », sur catholic-hierarchy.org